# Guadalupe, Piauí
Guadalupe là một đô thị thuộc bang Piauí, Brasil. Đô thị này có diện tích 1019,645 km², dân số năm 2007 là 9575 người, mật độ 9,39 người/km².